# Добешовиці (Опольське воєводство)
Добешовиці (пол. Dobieszowice, нім. Dobersdorf) — село в Польщі, у гміні Вальце Крапковицького повіту Опольського воєводства.
Населення — 464 особи (2011).

## Демографія
Демографічна структура станом на 31 березня 2011 року:
|          | Загалом | Допрацездатний вік | Працездатний вік | Постпрацездатний вік |
| -------- | ------- | ------------------ | ---------------- | -------------------- |
| Чоловіки | 217     | 25                 | 163              | 29                   |
| Жінки    | 247     | 26                 | 156              | 65                   |
| Разом    | 464     | 51                 | 319              | 94                   |